# Cryptanura spinaria
Cryptanura spinaria là một loài tò vò trong họ Ichneumonidae.